# Linn Berggren
Malin Sofia Katarina Berggren, detta Linn (Göteborg, 31 ottobre 1970), è una cantante svedese.
È sorella di Jenny Berggren e Jonas Berggren, che hanno condiviso con lei l'esperienza musicale nel gruppo Ace of Base.

## Carriera
Dal 1990 al 2007 ha fatto parte del gruppo pop Ace of Base. In particolare, dal 1992 al 1996 è stata la frontwoman del gruppo, periodo in cui ha contribuito alla realizzazione di molte "hit" del gruppo, su tutte All That She Wants.
A partire dal 1997 è apparsa sempre meno sia nelle apparizioni pubbliche della band che nella produzione di dischi e videoclip. Il motivo di questo suo progressivo ritiro dalle scene fu rappresentato dallo stato di panico e depressione dovuto a una vicenda di cronaca che l'ha vista coinvolta nel 1994.
Dal 2003 al 2007 ha lavorato pochissimo e nel giugno 2006 è stato annunciato il suo addio alla band degli Ace of Base e presumibilmente alla musica.